# Brasswind
Brasswind è un album di Gene Ammons, pubblicato dalla Prestige Records nel 1974. I brani furono registrati al Fantasy Studios di Berkeley, California (Stati Uniti), nelle date indicate nella lista tracce.

## Tracce
Lato A
1. Cántaro – 4:00 (David Axelrod) – Registrato il 30 ottobre 1973
2. Brasswind – 5:06 (Gene Ammons) – Registrato il 30 ottobre 1973
3. Solitario – 5:50 (David Axelrod) – Registrato il 13 febbraio 1974
4. Cariba – 4:59 (Wes Montgomery) – Registrato il 30 ottobre 1973

Lato B
1. Once I Loved – 6:18 (Antônio Carlos Jobim) – Registrato il 30 ottobre 1973
2. 'Round Midnight – 7:59 (Thelonious Monk) – Registrato il 13 febbraio 1974
3. Rozzie – 4:45 (Gene Ammons) – Registrato il 30 ottobre 1973

## Musicisti
Brani A1, A2, A4, B1 e B3
- Gene Ammons - sassofono tenore
- Jay Migliori - flauto, flauto alto, sassofono alto
- Bill Green - flauto, flauto alto, sassofono alto
- Jim Horn - flauto, flauto alto, sassofono baritono
- Prince Lasha - flauto alto solista (solo su Brasswind)
- Allen DeRienzo - tromba
- Snooky Young - tromba
- George Bohannon - trombone
- George Duke - tastiere
- Michael Howell - chitarra
- Don Peake - chitarra
- Carol Kaye - basso elettrico
- John Guerin - batteria
- Berkeley Nash - percussioni
- David Axelrod - conduttore musicale, arrangiamenti

Brani A3 e B2
- Gene Ammons - sassofono tenore
- Jay Migliori - flauto, flauto alto, sassofono alto
- Bill Green - flauto, flauto alto, sassofono alto
- Jim Horn - flauto, flauto alto, sassofono baritono
- Prince Lasha - flauto alto solista (solo su: Solitario)
- Allen DeRienzo - tromba
- Snooky Young - tromba
- George Bohannon - trombone
- George Duke - pianoforte elettrico
- Michael Howell - chitarra
- Walter Booker - basso
- Roy McCurdy - batteria
- David Axelrod - conduttore musicale, arrangiamenti